# Natália Brasova, Condessa Brasova
Natália Sergeievna Sheremetievskaia (nascida em russo: Ната́лья Серге́евна Шереме́тьевская; romaniz.: Natalia Sergeyevna Sheremetyevskaya; Moscou, 27 de junho; 9 de julho no calendário juliano de 1880 — Paris, 26 de janeiro de 1952), mais conhecida como Natália Brasova, Condessa Brasova, foi uma nobre russa e esposa morganática do grão-duque Miguel Alexandrovich Romanov, irmão mais novo do último czar da Rússia Nicolau II.

## Biografia

### Primeiros Anos
Era a mais nova das três filhas de um advogado moscovita, Sergei Alexandrovich Sheremetevski. Ela nasceu em uma datcha de verão alugada no distrito de Perovo, nos arredores de Moscou. Sheremetevski empregava outros onze advogados e era membro da pequena nobreza russa, mas não tinha título e era essencialmente um homem profissional de classe média.
Em 1902, ela se casou com Sergei Mamontov, rico mas disfêmico e socialmente reservado. Enfadada com o marido e ansiosa para se socializar, Natália começou a sair desacompanhada de Mamontov. A lei do divórcio russa seguia os ensinamentos da Igreja Ortodoxa Oriental e, na prática, o divórcio só era possível em casos de adultério em que o marido era o culpado. Em 1905, Sergei concordou com o divórcio e em agir no processo como se fosse o parceiro infiel. Agora livre de seu primeiro marido, Natália se casou com seu amante, o oficial de cavalaria Vladimir Vladimirovich Wulfert. Com Wulfert ela teve uma filha: Natália Sergeievna Mamontova.

### Casamento com um Grão-Duque Russo

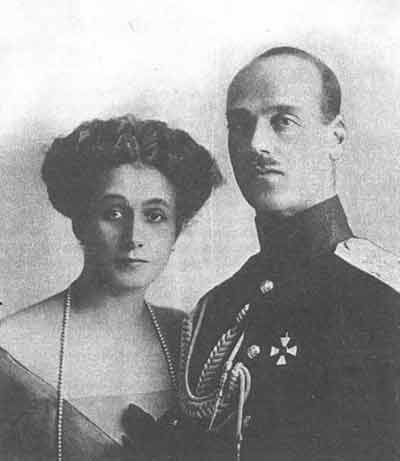
Natália e Miguel

No início de dezembro de 1907, Natália foi apresentada a um dos colegas oficiais de seu marido do Regimento dos Couraceiros Azuis: o Grão-Duque Miguel Alexandrovich da Rússia, irmão do czar Nicolau II. No mês seguinte, eles se encontraram novamente em um baile de inverno. A partir de então, eles começaram a se ver regularmente, embora Miguel sempre tivesse o cuidado de incluir Wulfert em suas cartas e convites, pelo menos até outubro de 1908. Rumores de seu caso se espalharam pelo regimento, e Wulfert ficou ressentido. Miguel começou a enviar cartas secretas e convites individuais e Wulfert tornou-se fisicamente violento, pois Natália se recusava a compartilhar a cama com ele. Em julho de 1909, em uma carta privada, ela acusou o marido de estupro. Ela fez as malas e, com a filha, uma prima idosa e duas empregadas, deixou Wulfert para uma pausa no exterior, na Suíça. Miguel e Wulfert apareceram na estação de trem para se despedir dela, e Wulfert criou uma cena acusando-a em voz alta de arruiná-lo.
Em agosto de 1909, Miguel foi para a Dinamarca com sua mãe e providenciou que Natália o encontrasse lá. Eles se reuniram em um hotel em Copenhague, sem o conhecimento de sua mãe, e consumaram seu relacionamento pela primeira vez.
Em dezembro de 1909, Natália estava grávida. Com medo de que seu marido tentasse reivindicar a criança e tirá-la dela, seu desejo pelo divórcio aumentou. Eventualmente, após negociações prolongadas e uma indenização pesada (200.000 rublos), Wulfert concordou com o divórcio sob o pretexto de que havia sido infiel. A petição de divórcio de Natália foi submetida ao Tribunal Consistorial Eclesiástico de Moscou em 19 de fevereiro de 1910, mas não foi concedida. Quando ela deu à luz um filho em 24 de julho de 1910, a criança era legalmente de Wulfert. O menino foi chamado de Jorge em homenagem ao falecido irmão de Miguel. Quando da aprovação do divórcio, Jorge foi reconhecido como filho ilegítimo de Natália.
Em maio de 1911, Nicolau II concedeu a Natália o sobrenome "Brasova" e o direito de viver na propriedade de Miguel em Brasovo, a 70 milhas (110 km) de seu posto em Orel. Miguel, Natália e seus dois filhos se mudaram para lá imediatamente. No final do ano, Miguel foi designado para um comando em São Petersburgo, e eles se mudaram para a capital. Ele morava oficialmente em alojamentos regimentais enquanto pagava por um apartamento de 28 quartos no 16 Liteyny Prospekt para ela. Ela se sentia presa no apartamento, temia que suas cartas fossem abertas e era condenada ao ostracismo pela sociedade. Depois de alguns meses, Natália se mudou para uma villa no 24 Nikolaevskaya, Gatchina, mais perto da base de Miguel no Palácio de Gatchina.

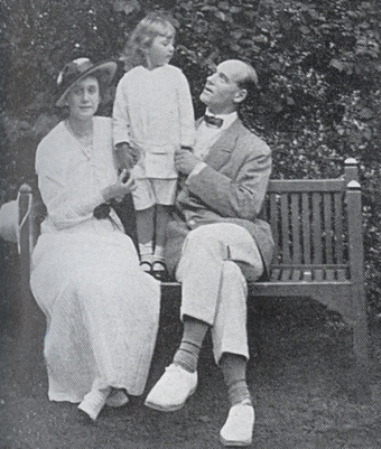
Natália com Miguel e o filho Jorge

Assim como fizeram nos dois anos anteriores, no verão de 1912, Natália e Miguel passaram férias na Europa Ocidental. Depois de se livrarem dos agentes da polícia secreta de Nicolau II, a Okhrana, eles se casaram em Viena em 16 de outubro de 1912 em uma Igreja Ortodoxa Sérvia. Eles planejaram o casamento com sucesso sem o conhecimento de Nicolau II ou da Okhrana. Em sua eventual chegada a Cannes, depois de alguns dias viajando por Veneza e Milão, os dois filhos de Natália se juntaram a eles da Rússia. O Grão-Duque escreveu ao seu irmão, o czar, para informá-lo do casamento, mas como Natália era divorciada e não tinha sangue real, o czar se recusou a aprová-lo. Miguel foi percebido pela corte como estando "sob a influência hipnótica de uma vampira malicioso". Nicolau II disse que Natália era "uma besta tão astuta e perversa que era nojento até mesmo citar seu nome".  Miguel foi excluído da sucessão imperial, sua propriedade foi sequestrada e ele,Natália e os filhos foram exilados da Rússia em desgraça. Embora os membros da sociedade sentissem alguma simpatia por Miguel, pensando que sua punição era severa demais, havia pouca simpatia por Natália. Apesar de se casar com um "Grão-Duque", ela não tinha o direito de ser conhecida como "Grã-Duquesa", e em vez disso usava o estilo "Madame" ou "Condessa Brasova".
Até setembro de 1913, eles ficaram em hotéis por toda a Europa, sem nenhuma diminuição em seu padrão de vida. Eles conheceram a irmã mais velha de Miguel e seu primo André Vladimirovich  e em julho de 1913, eles visitaram a mãe de Miguel em Londres, que foi rude com Natália, de acordo com o diário da irmã mais velha de Miguel. A partir de setembro de 1913, eles alugaram uma casa de campo inglesa, a Knebworth House, 20 milhas (32 km) ao norte de Londres. Natália atuou como anfitriã para qualquer um dos seus convidados, que incluíam seu amigo Chaliapin, os Ballets Russes e o artista Serge Sudeikin. Como divorciada, no entanto, Natália era frequentemente excluída de convites para eventos sociais em outros lugares; os divorciados não eram recebidos na corte e não podiam entrar no camarote real da Ascot Racecourse.

### Guerra e Revolução
Após a eclosão da Primeira Guerra Mundial, Miguel solicitou permissão a Nicolau II para voltar para casa e para o exército, com o entendimento de que sua esposa e filhos poderiam acompanhá-lo. Nicolau concordou e a família voltou para a casa na rua Nikolaevskaya; Natália ainda não tinha permissão para viver em nenhum dos palácios imperiais.
Como era esperado das mulheres da família imperial, Natália fundou dois hospitais para soldados e oficiais feridos, um em Gatchina e outro em São Petersburgo, em propriedades de propriedade de Miguel. Natália era vista como uma liberal que apoiava uma monarquia constitucional em vez da autocracia do czar. Desse modo, Sua cunhada a czarina Alexandra e a mãe de Miguel, a imperatriz viúva Maria, ainda não aceitavam Natália; um retrato dela em um hospital de Kiev que ela financiou com seu próprio dinheiro foi escondido pela equipe do hospital quando de uma visita da imperatriz viúva. Alexandra temia que Natália estivesse conspirando para colocar Miguel no trono e tinha fotografias de Miguel e Natália entregues a polícia secreta.
Após a Revolução Russa e tomada do poder pelo bolcheviques, Miguel e Natália planejavam se mudar para a Finlândia para maior segurança.Objetos de valor foram embalados e as crianças foram transferidas para uma propriedade ao sul de Gatchina, de propriedade de Vladimir Dmitrievich Nabokov, irmão de uma das amigas mais próximas de Natália, Nadine Vonliarlarskaia, e pai do famoso escritor, Vladimir Vladimirovich Nabokov. No entando, os bolcheviques descobriram seu plano e sua fuga foi bloqueada. As crianças retornaram a Gatchina e estavam mais uma vez em prisão domiciliar. Natália conseguiu obter acesso ao seu cofre, alegando que precisava examinar alguns papéis no banco e, assim, recuperou o máximo de suas joias que conseguiu esconder sem levantar suspeitas. A prisão domiciliar foi suspensa em novembro, mas em 7 de março de 1918 Miguel e seu secretário Nicholas Johnson foram presos por ordem de Moisei Uritski, o chefe da Tcheka (política secreta) de Petrogrado. Eles foram presos na sede bolchevique no Instituto Smolny. Natália visitou Miguel dois dias depois com sua amiga Princesa Putiatina. Em 9 de março, ela invadiu o escritório de Lenin, que ficava no mesmo prédio, para interceder pelo marido. À noite, o Conselho dos Comissários do Povo decidiu enviar Miguel e Johnson para o exílio interno. Em 11 de março, eles foram enviados mil milhas para o leste, para a remota cidade de Perm.

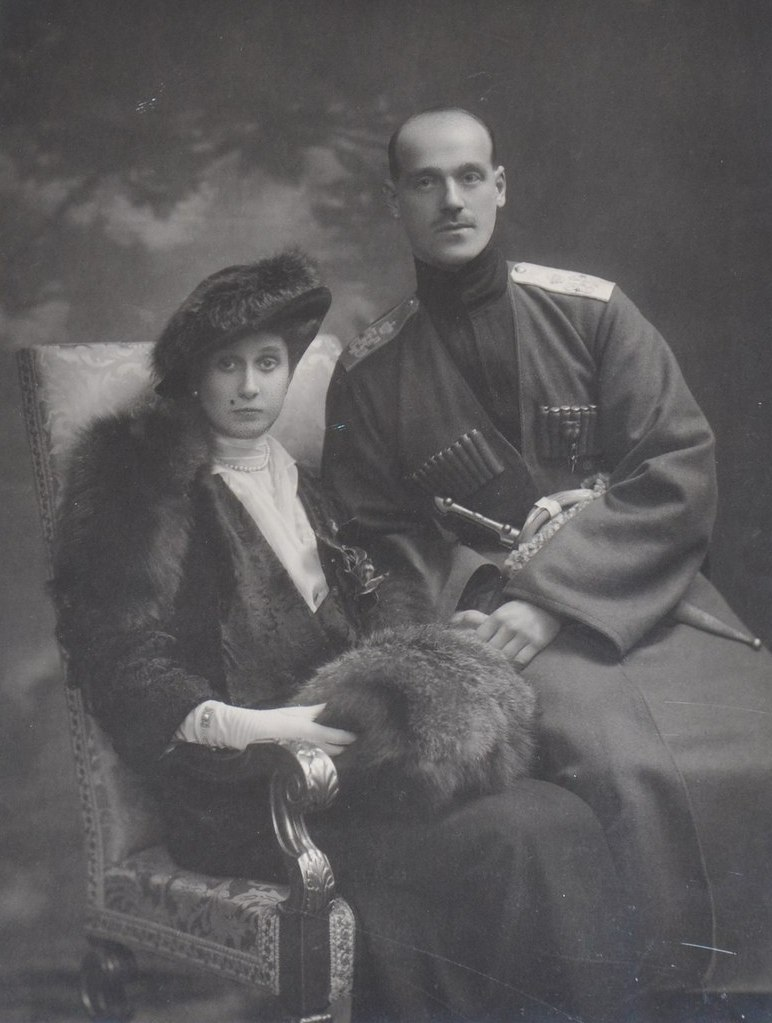
Natália e Miguel

Preocupada com a segurança de toda a sua família, Natália fez planos para que as crianças fossem levadas para o exterior. Com a ajuda da embaixada dinamarquesa, que ficava ao lado do apartamento da princesa Puiatina, Jorge foi contrabandeado para fora do país, para a Dinamarca, por sua governanta, a Srta. Margaret Neame. Os dinamarqueses estenderam proteção diplomática à villa de Miguel em Gatchina fingindo alugá-la e hasteando a bandeira dinamarquesa sobre a casa. Natália queria se juntar a Miguel em Perm e, após repetidas súplicas, recebeu uma autorização de viagem para se juntar a ele. Eles passaram cerca de uma semana juntos, até que um exército de tchecos descontentes avançou sobre Perm. Com a aproximação dos tchecos, Miguel e Natália temeram que ela ficasse presa em Perm, possivelmente em uma situação perigosa, e então em 18 de maio ela partiu para Moscou.
Em Moscou, Natália continuou a importunar os comissários bolcheviques, incluindo Lenin, Trotsky e Sverdlov, pela libertação de Miguel, mas sem sucesso. Em junho de 1918, seu marido e Johnson foram assassinados por seus captores nos arredores de Perm. Para cobrir seus rastros, as autoridades de Perm distribuíram uma história inventada de que Miguel foi sequestrado por homens não identificados e havia desaparecido. Natália foi até Uritski em busca de uma explicação, mas ele ordenou sua prisão e encarceramento. A desinformação soviética sobre o desaparecimento de Miguel levou a rumores infundados de que ele havia escapado e estava liderando uma contra-revolução bem-sucedida. Natália ouviu os rumores na prisão e escolheu acreditar neles. Dez semanas após sua prisão, no início de setembro, Natália fingiu que havia desenvolvido tuberculose e foi transferida para uma casa de repouso. Uma vez lá, ela escapou e se refugiou no apartamento acima do de seu cunhado com a amiga da família, a princesa Viazemskaia. Uritski foi sido assassinado no final de agosto, e os bolcheviques estavam aterrorizando Petrogrado no que mais tarde foi chamado de Terror Vermelho. A filha de Natália, de mesmo nome, foi presa e encarcerada, mas liberada depois de alguns dias, quando ficou claro que ela não sabia do paradeiro de sua mãe. Sem dinheiro ou comida, a filha de Natália foi até o apartamento de seu tio e, assim, fortuitamente se reuniu com sua mãe.

### Exílio e Morte
Os alemães acreditaram nos rumores generalizados de que Miguel ainda estava vivo e conspiraram para resgatar Natália da Rússia em uma tentativa de ganhar influência com Miguel. Por meio do consulado ucraniano controlado pelos alemães, Natália e sua filha receberam passaportes falsos. A filha de Natália usou seu próprio nome, enquanto o passaporte de Natália estava em nome de uma freira chamada Frau Tania Klenow. Elas viajaram separadamente para Kiev, com Natália disfarçada de freira. Elas ainda estavam em Kiev quando a guerra terminou com a derrota da Alemanha em 11 de novembro de 1918. Quando a autoridade alemã começou a entrar em colapso, Natália e sua filha, junto com a princesa Viazemskaia e o cunhado viúvo de Natália, Aleksei Matveev, que também haviam chegado a Kiev, fugiram para Odessa na esperança de escapar pelo mar. Dois navios de guerra britânicos no porto, HMS Nereide e HMS Skirmisher, forneceram-lhes santuário. A bordo do HMS Nereide, todos foram evacuados para Constantinopla.
Por meio do HMS Agamemnon para Malta, um navio mercante para Marselha e trem para Paris, Natália chegou à Inglaterra. A mãe de Johnson havia alugado uma casa para a família de Miguel em Wadhurst, Sussex. Jorge chegou de Copenhague com sua babá na primavera de 1919 e foi enviado para um internato inglês. Para obter fundos, Natália usou dinheiro das contas bancárias de Miguel em Paris e Copenhague e começou a vender suas joias. Ela encontrou a mãe de Miguel, a imperatriz viúva Maria, que também havia escapado da Rússia, em Londres, e o encontro desta vez foi cortês. Rumores conflitantes sobre o destino e o paradeiro de Miguel continuaram sem nenhuma notícia sólida. Em 1920, Natália mudou-se para Percy Lodge perto de Richmond, Surrey.
Para economizar dinheiro, em 1927 Natália mudou-se para Paris, onde o custo de vida era menor do que em Londres. Jorge se juntou a ela na França, mas ele morreu após um acidente de carro em 1931. Ela estava ao lado de sua cama quando ele morreu, embora ele não tivesse recuperado a consciência após o acidente. Natália ficou emocionalmente devastada com a morte do filho.
Natália continuou tentando recuperar os bens de Miguel. O governo polonês apreendeu a propriedade polonesa dele, e Natália os processou para sua devolução ou compensação. Com a Paz de Riga, os poloneses tinham direito a qualquer propriedade imperial na antiga Polônia russa, mas Natália ressaltou que Michael já estava morto antes da Paz, e então qualquer propriedade de Miguel na Polônia era legalmente dela, como plebeia. Em 1937, o tribunal decidiu contra ela. Em 1938, ela recebeu um pagamento dos tribunais alemães, quando a propriedade do czar na Alemanha foi dividida entre todos os seus herdeiros, mas a hiperinflação havia reduzido seu valor. Ela continuou a vender tudo o que podia em uma tentativa desesperada de levantar dinheiro.
Durante a Segunda Guerra Mundial, Natália e sua filha foram separadas, pois Natália morava em Paris, e sua filha ainda estava na Grã-Bretanha. Elas não conseguiram se comunicar até depois da guerra, quando Natália estava sem um tostão e vivia como refugiada em um sótão. Em 23 de janeiro de 1952, ela morreu de câncer em um hospital em Paris, em completa pobreza, e foi enterrada no Cemitério de Passy, ao lado de seu filho Jorge, Conde Brasov.